# Газопереробний завод Хазіра
Газопереробний завод Хазіра – інфраструктурний об’єкт нафтогазової промисловості у індійському штаті Гуджарат, споруджений для роботи з продукцією офшорних родовищ басейну Мумбаї.
Завод почав роботу в 1988-му в межах проекту розробки гігантського газового родовища Бассеін, продукцію якого подали на суходіл по трубопроводу Бассеін – Хазіра. В подальшому через цю систему стали надходити вуглеводні й з інших родовищ. 
Продукція родовищ басейну Мумбаї містить певні обсяги сірководню, тому отриманий газ передусім проходить через блок десульфуризації, що забезпечує вміст H2S не більш ніж 0,0004% (при цьому завод може переробляти газ із вмістом сірководню до 0,115%). Також відбувається часткове вилучення діоксиду вуглецю із зниженням його вмісту з 8,5% до 4%. 
На подальших технологічних стадіях продукують пропан, зріджений нафтовий газ (пропан-бутанова фракція) та конденсат. Останній проходить через установку фракціонування пропускною здатністю 8 тис м3 на добу, яка дозволяє випускати naphtha (нафтохімічна сировина), авіаційне пальне та дизельне пальне (за своїми характеристиками відповідає вимогам індійських ВМС).
Станом на початок 2020-х завод мав потужність по прийому 47 млн м3 газу на добу (не рахуючи лінії пропускною здатністю 5 млн м3, яка перебувала на консервації). В 2019/2020 фіскальному році (у Індії завершується 31 березня) ГПЗ переробив 11,9 млрд м3 газу (що відповідає добовому рівню біля 32 млн м3) та 1,24 млн тон конденсату.
Товарний газ передусім постачається до газотранспортного коридору Хазіра – Віджайпур. Також серед споживачів є ТЕС Кавас та завод азотних добрив компанії KRIBHCO, які працюють у промисловій зоні Хазіри.
Завод має власну електростанцію із трьох газових турбін загальною потужністю 51 (за іншими даними – 60) МВт. Відпрацьовані турбінами гази живлять три котла-утилізатора, яка виробляють технологічну пару. Видача надлишкової електроенергії відбувається по ЛЕП, що працює під напругою 66 кВ.